# Cot Jambe
Cot Jambe är en kulle i Indonesien.   Den ligger i provinsen Aceh, i den västra delen av landet, 1 800 km nordväst om huvudstaden Jakarta. Toppen på Cot Jambe är 283 meter över havet.
Terrängen runt Cot Jambe är kuperad åt nordost, men åt sydväst är den platt. Runt Cot Jambe är det ganska glesbefolkat, med 22 invånare per kvadratkilometer. Närmaste större samhälle är Banda Aceh, 15,2 km väster om Cot Jambe. Omgivningarna runt Cot Jambe är en mosaik av jordbruksmark och naturlig växtlighet.